# NGC 2805
NGC 2805 é uma galáxia espiral barrada (SBd) localizada na direcção da constelação de Ursa Major. Possui uma declinação de +64° 06' 10" e uma ascensão recta de 9 horas, 20 minutos e 20,4 segundos.
A galáxia NGC 2805 foi descoberta em 2 de Abril de 1791 por William Herschel.